# Rackwitz
Rackwitz – miejscowość i gmina w Niemczech, w kraju związkowym Saksonia, w okręgu administracyjnym Lipsk, w powiecie Nordsachsen. Do reformy administracyjnej w 2008 gmina leżała w powiecie Delitzsch.
Gmina Rackwitz leży na południe od miasta Delitzsch.
Dzielnice gminy:
- Biesen
- Brodenauendorf
- Kreuma
- Lemsel
- Podelwitz
- Rackwitz
- Zschortau